# Билас, Василий
Васи́лий Би́лас (укр. Васи́ль Бі́лас; 17 сентября 1911, Трускавец — 23 декабря 1932, Львов) — деятель ОУН, обвиняемый в убийстве польского политика, издателя, публициста, один из деятелей прометеизма Тадеуша Голувко в 1931 г. Участник нападения на почту в Городке.

## Биография
Родился 17 сентября 1911 года в Трускавце (тогда Дрогобычский повят, Королевство Галиции и Лодомерии, Австро-Венгрия, ныне Львовская область, Украина). После окончания семилетней школы работал продавцом. Несколько раз его судили за участие в деятельности Пласта в Дрогобыче.
29 августа 1931 года на территории пансионата Сестёр Василианок Василий Билас и Дмитрий Данилишин застрелили польского политика Тадеуша Голувко. Несмотря на вызванный громким убийством резонанс, расследование полиции не привело к установлению причастных к его совершению. 
30 ноября 1932 года вместе с другими членами ОУН участвовал в нападении на почту в Городке. Билас действовал с Дмитрием Данилишиным (который был его дядей, родным братом матери Биласа), их задачей было изъятие денег из кассы. Они считались хорошими исполнителями. Ранее они уже отметились в нападении на почту в Трускавце и банк в Бориславе, а также в покушении на польского государственного деятеля Тадеуша Голувко 29 августа 1931 года. Руководил всей группой нападавших из 12 человек Мирослав-Юрий Березинский, брат жены Романа Шухевича.
В день нападения неожиданно оказалось, что на почте присутствует хорошо вооружённая охрана, и когда боевики, ворвавшись в здание, приказали всем поднять руки и не двигаться, на них посыпались выстрелы. В результате перестрелки Юрий Березецкий и Владимир Старик были смертельно ранены. Биласу и Данилишину удалось скрыться - они отправились в сторону железнодорожной станции, чтобы на поезде добраться до Стрыя, а оттуда - в Дрогобыч и Трускавец. К тому времени о событиях в Городке знали все полицейские посты. За час до полуночи комендант станции и полицейский увидели двух подозрительных людей и попросили их предъявить документы.  Данилишин разрядил пистолет: комендант был убит на месте, а полицейский скончался в больнице. Беглецы пройдя через село Черкасы, двинулись по железнодорожной насыпи, где их увидел рабочий, который позже сообщил о них полиции. Им пришлось через поле пробираться к селу Розвадову, намереваясь там преодолеть мост через Днестр и лесными тропами выйти на дорогу к Стрыю, а оттуда - к Дрогобычу и Трускавцу. В Розвадове Биласа и Данилишина встретила толпа украинских крестьян, принявших незнакомцев за воров. Преступники были вынуждены бежать, перебираясь вброд через Днестр, но преследователи не отставали. У Биласа не осталось патронов и он просил Данилишина убить его и себя. Когда толпа крестьян схватила беглецов и стала их избивать, а позже подоспела полиция.
На суде Биласу и Данилишину предоставили адвоката, услуги которого оплатил старшина армии УНР Каленик Лисюк. В последнем слове Данилишин сказал: «Я знаю, что меня ждёт. Я был и есть на всё готов. Только жалею, что не смогу дальше работать для нашей матери Украины!» Василий Билас в предоставленном ему слове заявил: «Я сознавал свою вину и наказание. Я украинский националист и революционер. Но в своей жизни я совершил одно преступление, а именно: во время следствия, я бросил подозрение на своего товарища Коссака. Я сознаю это преступление и потому ещё раз утверждаю, что товарищ Коссак решительно невиновен и ещё раз невиновен».
Также в ходе судебного заседания Василий Билас признался в убийстве Тадеуша Голувко, совершённом с паре с Данилишиным более года назад. Возобновившееся расследование этого преступления обнаружило и других соучастников: Олеся Буния, Николая Мотыку и Романа Барановского. Буний, член ОУН, работал дворником в пансионате Сестер Василианок. Он передал информацию о заселении Голувко и помог убийцам проникнуть в его комнату.
Данилишин, Билас, и ещё один член банды Жураковский, были приговорены к смертной казни. Затем Жураковский был помилован: его приговорили к 15 годам заключения. Казнь состоялась 24 декабря 1932 года во дворе тюрьмы «Бригидки» во Львове (тогда оккупированном Польской республикой). В момент казни Биласа и Данилишина по всему краю звонили колокола, которые они услышали перед казнью. В Городке колокола не замолкали три дня, но полиция побоялась вмешиваться со своими запретами. Василию Биласу был 21 год, Дмитрию Данилишину — 25.

## Память
В 1993 году в Трускавце был установлен памятник Биласу и Данилишину, который выполнили из бронзы скульптор Б. Кравец и архитектор М. Криницкий.
В июне 2008 года в Трускавце, на месте дома в котором родился и жил Василий Билас, открыли памятный знак в его честь.
Во Львове на здании тюрьмы «Бригидки» 23 декабря 2017 года в день 85-й годовщины казни открыли мемориальную доску в честь боевиков ОУН Василия Биласа и Дмитрия Данилишина.